# 亨德森 (喬治亞州休斯敦縣)
亨德森（英語：Henderson）是位於美國喬治亞州休斯敦縣的一個非建制地區。該地的面積和人口皆未知。

## 地理
亨德森的座標為32°20′29″N 83°47′22″W / 32.34139°N 83.78944°W，而該地的平均海拔高度為144米（即472英尺）。